# Anobiopsis sericans
Anobiopsis sericans är en skalbaggsart som beskrevs av Henry Clinton Fall 1905. Anobiopsis sericans ingår i släktet Anobiopsis och familjen trägnagare. Inga underarter finns listade i Catalogue of Life.